# Bijahil Chalwa
Bijahil Chalwa (sinh ngày 30 tháng 11 năm 1990) là một cầu thủ bóng đá người Indonesia hiện tại thi đấu ở vị trí tiền đạo cho Persiba Balikpapan ở Indonesia Super League.

## Sự nghiệp

### Persela Lamongan
Anh lập cú hattrick đầu tiên trong chiến thắng 3–0 trước Persebaya Surabaya ngày 10 tháng 2 năm 2014.